# Hank Patterson
Hank Patterson, nato Elmer Calvin Patterson (Springville, 9 ottobre 1888 – Woodland Hills, 23 agosto 1975), è stato un attore statunitense.

## Biografia
Figlio di Green Davis Patterson e di Mary Isabell Newton, Hank Patterson nacque a Springville, in Alabama, il 9 ottobre 1888.
Recitò in oltre 70 film dal 1939 al 1967 e apparve in oltre cento produzioni televisive dal 1949 al 1975. Specializzato in ruoli secondari del western, partecipò a numerose produzioni di genere, sia televisive che cinematografiche, esordendo, non accreditato, nel ruolo di un cittadino in The Arizona Kid (1939) con Roy Rogers. Interpretò lo stalliere Hank Miller in Gunsmoke e Fred Ziffel in Petticoat Junction e La fattoria dei giorni felici, recitando inoltre in diversi film di fantascienza degli anni 50.
Morì a Woodland Hills (Los Angeles) il 23 agosto 1975 e fu seppellito al Forest Lawn Memorial Park di Hollywood Hills. È prozio dell'attrice Téa Leoni.

## Filmografia

### Cinema
- The Arizona Kid, regia di Joseph Kane (1939)
- Sabotage, regia di Harold Young (1939)
- The Covered Trailer, regia di Gus Meins (1939)
- La valle dei monsoni (Three Faces West), regia di Bernard Vorhaus (1940)
- I predoni della città (Abilene Town), regia di Edwin L. Marin (1946)
- The Scarlet Horseman, regia di Lewis D. Collins e Ray Taylor (1946)
- I Ring Doorbells, regia di Frank R. Strayer (1946)
- The El Paso Kid, regia di Thomas Carr (1946)
- Conquest of Cheyenne, regia di R.G. Springsteen (1946)
- Wild Beauty, regia di Wallace Fox (1946)
- Santa Fe Uprising, regia di R.G. Springsteen (1946)
- Gallant Bess, regia di Andrew Marton (1946)
- Duello al sole (Duel in the Sun), regia di King Vidor (1946)
- Bells of San Angelo, regia di William Witney (1947)
- Robin Hood of Texas, regia di Lesley Selander (1947)
- Springtime in the Sierras, regia di William Witney (1947)
- Under Colorado Skies, regia di R.G. Springsteen (1947)
- Il vagabondo della città morta (Relentless) (1948)
- Pian della morte (Panhandle) (1948)
- Oklahoma Badlands (1948)
- Night Time in Nevada (1948)
- The Denver Kid (1948)
- I rapinatori (The Plunderers) (1948)
- Pistole puntate (Belle Starr's Daughter) (1948)
- Figlio del delitto (Red Canyon) (1949)
- Outcasts of the Trail (1949)
- The James Brothers of Missouri (1949)
- The Cowboy and the Indians (1949)
- Nessuna pietà per i mariti (Tell It to the Judge) (1949)
- Riders in the Sky (1949)
- Intermezzo matrimoniale (Perfect Strangers) (1950)
- Code of the Silver Sage (1950)
- Non siate tristi per me (No Sad Songs for Me) (1950)
- Credimi (Please Believe Me) (1950)
- Romantico avventuriero (The Gunfighter) (1950)
- Desperadoes of the West (1950)
- Nessuno deve amarti (The Return of Jesse James) (1950)
- I quattro cavalieri dell'Oklahoma (Al Jennings of Oklahoma) (1951)
- Silver City Bonanza (1951)
- Don Daredevil Rides Again (1951)
- Torce rosse (Indian Uprising) (1952)
- La vendicatrice dei sioux (Rose of Cimarron) (1952)
- La conquista della California (California Conquest) (1952)
- La donna che volevano linciare (Woman They Almost Lynched), regia di Allan Dwan (1953)
- Canadian Mounties vs. Atomic Invaders (1953)
- Jack Slade l'indomabile (Jack Slade) (1953)
- La mano vendicatrice (Ride Clear of Diablo) (1954)
- Pionieri della California (Southwest Passage) (1954)
- Un napoletano nel Far West (Many Rivers to Cross) (1955)
- Tarantola (Tarantula) (1955)
- Last of the Desperados (1955)
- Il cavaliere senza volto (The Lone Ranger) (1956)
- Le 22 spie dell'Unione (The Great Locomotive Chase) (1956)
- Vita di una commessa viaggiatrice (The First Traveling Saleslady) (1956)
- L'ora del delitto (Strange Intruder) (1956)
- Salva la tua vita! (Julie) (1956)
- Il cavaliere della tempesta (The Storm Rider) (1957)
- Beginning of the End (1957)
- God Is My Partner (1957)
- L'uomo dai mille volti (Man of a Thousand Faces), regia di Joseph Pevney (1957)
- L'uomo della legge (Gunsight Ridge) (1957)
- I giganti invadono la Terra (The Amazing Colossal Man) (1957)
- I quattro pistoleros (Escape from Red Rock) (1957)
- La legge del fucile (Day of the Badman) (1958)
- Attack of the Puppet People (1958)
- La vendetta del tenente Brown (The Saga of Hemp Brown) (1958)
- La vendetta del ragno nero (Earth vs. the Spider) (1958)
- Il terrore del Texas (Terror in a Texas Town) (1958)
- Infamia sul mare (The Decks Ran Red) (1958)
- Ricerche diaboliche (Monster on the Campus) (1958)
- L'uomo del Texas (Lone Texan) (1959)
- La pallottola senza nome (No Name on the Bullet) (1959)
- Il pistolero di Laredo (Gunmen from Laredo) (1959)
- I mastini del West (Gunfighters of Abilene) (1960)
- Un professore fra le nuvole (The AbsentMinded Professor) (1961)
- L'uomo che uccise il suo carnefice (A Covenant with Death) (1967)

### Televisione
- Il cavaliere solitario (The Lone Ranger) – serie TV, 2 episodi (1949-1950)
- The Magnavox Theatre – serie TV, un episodio (1950)
- Gang Busters – serie TV, un episodio (1952)
- Mio padre, il signor preside (The Stu Erwin Show) – serie TV, 2 episodi (1951-1953)
- Your Jeweler's Showcase – serie TV, un episodio (1953)
- Fireside Theatre – serie TV, 2 episodi (1953)
- Gianni e Pinotto (The Abbott and Costello Show) – serie TV, episodio 2x21 (1954)
- City Detective – serie TV, un episodio (1954)
- Meet Corliss Archer – serie TV, un episodio (1954)
- Hopalong Cassidy – serie TV, un episodio (1954)
- Le avventure di Gene Autry (The Gene Autry Show) – serie TV, un episodio (1954)
- The Roy Rogers Show – serie TV, 4 episodi (1952-1954)
- The Adventures of Kit Carson – serie TV, 3 episodi (1953-1954)
- The Cisco Kid – serie TV, 6 episodi (1950-1954)
- Dr. Hudson's Secret Journal – serie TV, un episodio (1955)
- Schlitz Playhouse of Stars – serie TV, 3 episodi (1953-1955)
- The Star and the Story – serie TV, episodio 1x23 (1955)
- Buffalo Bill, Jr. – serie TV, 3 episodi (1955)
- Le avventure di Jet Jackson (Captain Midnight) – serie TV, episodio 2x05 (1955)
- Il sergente Preston (Sergeant Preston of the Yukon) – serie TV, un episodio (1956)
- Le avventure di Campione (The Adventures of Champion) – serie TV, episodi 1x10-1x15-1x24 (1955-1956)
- La pattuglia della strada (Highway Patrol) – serie TV, un episodio (1956)
- Navy Log – serie TV, episodio 1x37 (1956)
- Adventures of Wild Bill Hickok – serie TV, 3 episodi (1951-1956)
- The New Adventures of Spin and Marty – serie TV (1957)
- Scienza e fantasia (Science Fiction Theatre) – serie TV, 4 episodi (1955-1957)
- Annie Oakley – serie TV, 2 episodi (1954-1957)
- Sheriff of Cochise – serie TV, un episodio (1957)
- The Ford Television Theatre – serie TV, 5 episodi (1952-1957)
- Broken Arrow – serie TV, 2 episodi (1956-1957)
- Avventure in fondo al mare (Sea Hunt) – serie TV, un episodio (1958)
- The Restless Gun – serie TV, episodi 1x23-1x25 (1958)
- Le leggendarie imprese di Wyatt Earp (The Life and Legend of Wyatt Earp) – serie TV, 3 episodi (1957-1958)
- Perry Mason – serie TV, un episodio (1958)
- Trackdown – serie TV, un episodio (1958)
- Sky King – serie TV, 2 episodi (1958)
- Westinghouse Desilu Playhouse – serie TV, episodio 1x09 (1958)
- Mackenzie's Raiders – serie TV, un episodio (1959)
- U.S. Marshal – serie TV, un episodio (1959)
- Black Saddle – serie TV, un episodio (1959)
- Bronco – serie TV, un episodio (1959)
- The Alaskans – serie TV, episodio 1x01 (1959)
- The Texan – serie TV, 2 episodi (1958-1959)
- The Deputy – serie TV, un episodio (1959)
- Hotel de Paree – serie TV, un episodio (1959)
- June Allyson Show (The DuPont Show with June Allyson) – serie TV, episodio 1x19 (1960)
- Tombstone Territory – serie TV, 3 episodi (1957-1960)
- Avventure lungo il fiume (Riverboat) – serie TV, episodi 1x03-2x24 (1959-1960)
- Overland Trail – serie TV, un episodio (1960)
- Tate – serie TV, un episodio (1960)
- L'uomo e la sfida (The Man and the Challenge) – serie TV, episodio 1x36 (1960)
- Johnny Ringo – serie TV, un episodio (1960)
- Lawman – serie TV, 2 episodi (1959-1960)
- Maverick – serie TV, 4 episodi (1959-1960)
- Bonanza – serie TV, un episodio (1960)
- Michael Shayne – serie TV episodio 1x05 (1960)
- Outlaws – serie TV, un episodio (1960)
- The Westerner – serie TV, un episodio (1960)
- Shotgun Slade – serie TV, un episodio (1961)
- Bat Masterson – serie TV, 3 episodi (1958-1961)
- La valle dell'oro (Klondike) – serie TV, episodio 1x14 (1961)
- I racconti del West (Zane Grey Theater) – serie TV, 2 episodi (1960-1961)
- Lock Up – serie TV, episodio 2x29 (1961)
- Disneyland – serie TV, 3 episodi (1959-1961)
- Cheyenne – serie TV, 4 episodi (1956-1961)
- Carovane verso il west (Wagon Train) – serie TV, 3 episodi (1958-1961)
- Gli uomini della prateria (Rawhide) – serie TV, 2 episodi (1960-1961)
- Whispering Smith – serie TV, episodio 1x12 (1961)
- Miami Undercover – serie TV, un episodio (1961)
- 87ª squadra (87th Precinct) – serie TV, un episodio (1961)
- Alcoa Premiere – serie TV, un episodio (1961)
- Ripcord – serie TV, episodio 1x33 (1962)
- The Tall Man – serie TV, 2 episodi (1960-1962)
- Mister Ed, il mulo parlante (Mister Ed) – serie TV, un episodio (1962)
- The Rifleman – serie TV, un episodio (1962)
- Laramie – serie TV, 2 episodi (1959-1962)
- Tales of Wells Fargo – serie TV, 7 episodi (1957-1962)
- Have Gun - Will Travel – serie TV, 11 episodi (1958-1962)
- Io e i miei tre figli (My Three Sons) – serie TV, episodio 2x35 (1962)
- Gli intoccabili (The Untouchables) – serie TV, 3 episodi (1960-1962)
- The Lloyd Bridges Show – serie TV, un episodio (1963)
- Empire – serie TV, un episodio (1963)
- Ai confini della realtà (The Twilight Zone) – serie TV, 3 episodi (1962-1964)
- La legge di Burke (Burke's Law)  – serie TV, un episodio (1964)
- The Andy Griffith Show – serie TV, un episodio (1965)
- A Man Called Shenandoah – serie TV, episodio 1x11 (1965)
- Selvaggio west (The Wild Wild West) – serie TV, episodio 1x12 (1965)
- La leggenda di Jesse James (The Legend of Jesse James) – serie TV, un episodio (1966)
- Laredo – serie TV, un episodio (1966)
- Petticoat Junction – serie TV, 11 episodi (1963-1966)
- Custer – serie TV, un episodio (1967)
- Il virginiano (The Virginian) – serie TV, 2 episodi (1964-1967)
- Death Valley Days – serie TV, 9 episodi (1952-1967)
- Cimarron Strip – serie TV, episodio 1x06 (1967)
- Il grande teatro del west (The Guns of Will Sonnett) – serie TV, un episodio (1967)
- Al banco della difesa (Judd for the Defense) – serie TV, un episodio (1968)
- Daniel Boone – serie TV, 3 episodi (1965-1968)
- Gli sbandati (The Outcasts) – serie TV, un episodio (1968)
- The Beverly Hillbillies – serie TV, un episodio (1969)
- Mod Squad, i ragazzi di Greer (The Mod Squad) – serie TV, un episodio (1969)
- La fattoria dei giorni felici (Green Acres) – serie TV, 81 episodi (1965-1971)
- Love, American Style – serie TV, un episodio (1972)
- Gunsmoke – serie TV, 33 episodi (1959-1975)